# Formy wokalne
Forma wokalna – forma muzyczna, w której wyłącznym lub dominującym składnikiem jest śpiew: solowy lub chóralny.
Do form wokalnych należą:
- aria
- arietta
- kantata
- madrygał
- motet
- pieśń
- recitativo